# Echeveria waltheri
Echeveria waltheri là một loài thực vật có hoa trong họ Crassulaceae. Loài này được Moran & J.Meyrán miêu tả khoa học đầu tiên năm 1961.